# ديستروي أول هيومن! (لعبة فيديو 2020)
ديستروي أوُل هيومن! (بالإنجليزية: Destroy All Humans!)‏ هي لعبة فيديو صدرت سنة 2020، وهي من تطوير ستوديو بلاك فورست غيمز الألمانية، ومن نشر تي إتش كيو نورديك النمساوية، وحيث تعمل لمنصات بلاي ستيشن 4، إكس بوكس ون، جوجل ستاديا ومايكروسوفت ويندوز، واللعبة تدعم اللغة العربية.

## روابط خارجية
- ديستروي أول هيومن! على موقع IMDb (الإنجليزية)